# Juksjaure
Juksjaure är en sjö i Storumans kommun i Lappland och ingår i Umeälvens huvudavrinningsområde. Sjön har en area på 3,89 kvadratkilometer och ligger 475,1 meter över havet. Sjön avvattnas av vattendraget Juksjaurbäcken (Stupelejukke).

## Delavrinningsområde
Juksjaure (umesamiska Juksjávrrie, sydsamiska Juksjaevrie) ingår i det delavrinningsområde (728494-149115) som SMHI kallar för Utloppet av Juksjaure. Medelhöjden är 677 meter över havet och ytan är 40,14 kvadratkilometer. Räknas de 10 avrinningsområdena uppströms in blir den ackumulerade arean 130,31 kvadratkilometer. Juksjaurbäcken (Stupelejukke) som avvattnar avrinningsområdet har biflödesordning 2, vilket innebär att vattnet flödar genom totalt 2 vattendrag innan det når havet efter 366 kilometer. Avrinningsområdet består mestadels av skog (60 procent) och kalfjäll (28 procent). Avrinningsområdet har 4,09 kvadratkilometer vattenytor vilket ger det en sjöprocent på 10,2 procent.